# Guerrico (Buenos Aires)
Guerrico è una località del partido di Pergamino, provincia di Buenos Aires, in Argentina. Si trova sul lato della Ruta Nacional 188, a 33 km dalla città di Pergamino. Si trova a pochi chilometri dall'Arroyo del Medio che segna il confine con la provincia di Santa Fe.